# Sunrise (empresa)
Sunrise Inc (株式会社サンライズ, Kabushiki-gaisha Sanraizu) és un estudi d'animació i empresa de producció japonesa. És una subsidiària de Bandai. Els seus noms anteriors eren Soeisha, Sunrise Studio i Nippon Sunrise.

## Produccions

### Anime de TV

#### Sèries
- Mobile Suit Gundam series (機動戦士ガンダムシリーズ, Kidō Senshi Gundam Serizu) 1979 -
  - Mobile Suit Gundam (機動戦士ガンダム, Kidō Senshi Gundam) 1979
  - Mobile Suit Z Gundam (機動戦士Zガンダム, Kidō Senshi Z Gundam) 1985
  - Mobile Suit Gundam ZZ (機動戦士ガンダムZZ, Kidō Senshi Gundam ZZ) 1986
  - Mobile Suit Victory Gundam (機動戦士Vガンダム, Kidō Senshi V Gundam) 1993
  - Mobile Fighter G Gundam (機動武闘伝Gガンダム, Kidō Butōden G Gundam) 1994
  - New Mobile Report Gundam Wing (新機動戦記ガンダムW, Shin Kidō Senki Gandamu Uingu) 1995
  - After War Gundam X (機動新世紀ガンダムX, Kidō Shinseiki Gandamu Ekkusu) 1996
  - Turn A Gundam (∀ガンダム, Tān Ei Gandamu) 1999
  - Mobile Suit Gundam SEED (機動戦士ガンダムSEED, Kidō Senshi Gundam SEED) 2002
  - Superior Defender Gundam Force (SDガンダムフォース, SD Gundam Force) 2004
  - Mobile Suit Gundam SEED DESTINY (機動戦士ガンダムSEED DESTINY, Kidō Senshi Gundam SEED DESTINY) 2004

- Mashin Eiyūden Wataru series (魔神英雄伝ワタルシリーズ Mashin Eiyūden Wataru Serizu) 1988-1997
  - Mashin Eiyūden Wataru (魔神英雄伝ワタル) 1988
  - Mashin Eiyūden Wataru 2 (魔神英雄伝ワタル2) 1990
  - Chō Mashin Eiyūden Wataru (超魔神英雄伝ワタル) 1997

- Eldran series (エルドランシリーズ) 1991-1993
  - Zettai Muteki Raijin-Oh (絶対無敵ライジンオー) 1991
  - Genki Bakuhatsu Ganbaruger (元気爆発ガンバルガー) 1992
  - Nekketsu Saikyo Gozaurer (熱血最強ゴウザウラー) 1993

- Yūsha series (勇者シリーズ, Yūsha serizu) 1990-1997
  - Yūsha Exkaiser (勇者エクスカイザー) 1990
  - Taiyō no Yūsha Fighbird (太陽の勇者ファイバード) 1991
  - Densetsu no Yūsha Da-Garn (伝説の勇者ダ・ガーン) 1992
  - Yūsha Toukyū Might Gaine (勇者特急マイトガイン) 1993
  - Yūsha Keisatsu J-Decker (勇者警察ジェイデッカー) 1994
  - Ougon Yūsha Goldran (黄金勇者ゴルドラン) 1995
  - Yūsha Shirei Dagwon (勇者指令ダグオン) 1996
  - Yūsha-Oh GaoGaiGar (勇者王ガオガイガー) 1996

#### Dècada del 1970
- Hazedon (ハゼドン, Hazedon) - 1972
- Zero Tester (ゼロテスター, Zero Tesutā) - 1973
- Brave Raideen (勇者ライディーン, Yūsha Raidīn) - 1975 (Coproducción con: Tohokushinsha)
- La Seine no Hoshi (ラ・セーヌの星, Ra Sēnu no Hoshi) - 1975 (Coproducción con: Unimax)
- Wanpaku Ōmukashi Kum Kum (わんぱく大昔クムクム, Wanpaku Ōmukashi Kumukumu) - 1975
- Kyōryū Tankentai Born Free (恐竜探検隊ボーンフリー, Kyōryū Tankentai Bōfurī) - 1976 (Coproducción con: Tsuburaya)
- Chōdenji Robo Combattler V (超電磁ロボ コン・バトラーV, Chōdenji Robo Kon Batorā V) - 1976 (Coproducción con: Toei)
- Robokko Biton (ろぼっ子ビートン, Robokko Bīton) - 1976 (Coproducción con: Tohokushinsha)
- Chōdenji Machine Voltes V (超電磁マシーン ボルテスＶ, Chōdenji Mashīnborutesu V) - 1977 (Coproducción con: Toei)
- Invincible Super Man Zambot 3 (無敵超人ザンボット3, Muteki Chōjin Zanbotto 3) - 1977
- Invincible Steel Man Daitarn 3 (無敵鋼人ダイターン3, Muteki Kōjin Daitān 3) - 1978
- Tōshō Daimos (闘将ダイモス, Tōshō Daimosu) - 1978 (Coproducción con: Toei)
- Majokko Tickle (魔女っ子チックル) - 1978 (Coproducción con: Toei)
- Kagaku Bokentai Tansar 5 (科学冒険隊タンサー5) - 1979
- The Ultraman (ザ☆ウルトラマン, Za Urutoraman) - 1979 (Coproducción con: Tsuburaya)
- Cyborg 009 (サイボーグ009) - 1979 (Coproducción con: Toei)
- Mirai Robo Daltanias (未来ロボダルタニアス) - 1979 (Coproducción con: Toei)

#### Dècada del 1980
- Space Runaway Ideon (伝説巨神イデオン, Densetsu Kyojin Ideon) - 1980
- Muteki Robo Trider G7 (無敵ロボトライダーG7) - 1980
- Saikyo Robo Daioja (最強ロボ ダイオージャ) - 1981
- Himitsu no Deka-chan (秘密のデカちゃん) (Title Animation) - 1981
- Taiyō no Kiba Dougram (太陽の牙ダグラム) - 1981
- Combat Mecha Xabungle (戦闘メカ ザブングル, Sentō Mecha Xabungle) - 1982
- Aura Battler Dunbine (聖戦士ダンバイン, Seisenshi Dunbine) - 1983
- Armored Trooper Votoms (装甲騎兵ボトムズ, Sōkō Kihei Votoms) - 1983
- Ginga Hyouryū Vifam (銀河漂流バイファム) - 1983
- Heavy Metal L-Gaim (重戦機エルガイム, Jūsenki Erugaimu) - 1984
- Giant Gorg (巨神ゴーグ, Kyojin Gogu) - 1984
- Kikō Kai Galient (機甲界ガリアン) - 1984
- Choriki Robo Galatt (超力ロボ ガラット) - 1984
- Blue Comet SPT Layzner (蒼き流星SPTレイズナー, Aoki Ryūsei SPT Reizunā) - 1985
- City Hunter (シティーハンター) - 1987
- Metal Armor Dragonar (機甲戦記ドラグナー, Kikō Senki Dragonā) - 1987
- Mister Ajikko (ミスター味っ子) - 1987
- Yoroiden Samurai Troopers (鎧伝サムライトルーパー, Yoroiden Samuraitorūpā) - 1988
- Jūshin Liger (獣神ライガー, Jūshin Raigā) - 1989
- Granzort (魔動王グランゾート, Madō Kingu Guranzōto) - 1989
- Kidō Keisatsu Patlabor (機動警察パトレイバー) - 1989

#### Dècada del 1990
- Obatarian (オバタリアン) - 1990
- Shinseiki GPX Cyber Formula (新世紀ＧＰＸサイバーフォーミュラ, Shinseiki GPX Cyber Formula) - 1991
- Kikō Keisatsu Metal Jack (機甲警察メタルジャック) - 1991
- Mama wa Shoukagu 4 Nensei (ママは小学4年生) - 1992
- Shippū! Iron Leaguer (疾風!アイアンリーガー) - 1993
- Shinizokonai Kakarichō (死にぞこない係長) - 1994
- Haou Taikei Ryuu Knight (覇王大系リューナイト) - 1994
- Yamiyo no Jidaigeki (闇夜の時代劇) - 1995
- Jusenshi Gulkeeva (獣戦士ガルキーバ) - 1995
- Chinmoku no Kantai (沈黙の艦隊) - 1996
- The Vision of Escaflowne (天空のエスカフローネ, Tenkū no Esukafurōne) - 1996
- Ganbarist! Shun (ガンバリスト！駿) - 1996
- Reideen the Superior (超者ライディーン, Chōja Raidīn) - 1996
- Outlaw Star (星方武侠アウトロースター, Seihō Bukyō Autorō Sutā) - 1998
- Brain Powerd (ブレンパワード) - 1998
- Cowboy Bebop (カウボーイビバップ) - 1998
- Sentimental Journey (センチメンタルジャーニー) - 1998
- DT Eightron (DTエイトロン) - 1998
- Ginga Hyouryū Vifam 13 (銀河漂流バイファム13) - 1998
- Gasaraki (ガサラキ　GASARAKI) - 1998
- Seikai no Monshō (星界の紋章) - 1999
- Betterman (ベターマン) - 1999
- Infinite RYVIUS (無限のリヴァイアス, Mugen no Rivaiasu) - 1999
- Seraphim Call (セラフィムコール) - 1999
- Seihō Tenshi Angel Links (星方天使エンジェルリンクス) - 1999
- Aesop's World (イソップワールド) - 1999
- The Big O (THE ビッグオー) - 1999/2003

#### Dècada del 2000
- BRIGADOON Marin to Melan (BRIGADOON まりんとメラン) - 2000
- Seikai no Monshō Tanjyō (星界の断章 誕生) - 2000
- Inu Yasha (犬夜叉) - 2000
- GEAR Fighter Dendoh (GEAR戦士電童) - 2000
- Nyani Ga Nyandar Nyandar Kamen (ニャニがニャンだー ニャンダーかめん) - 2000
- Argento Soma (アルジェントソーマ) - 2000
- Crush Gear TURBO (激闘!クラッシュギアTURBO) - 2001
- Z.O.E Dolores, i - 2001
- s-CRY-ed (スクライド, Sukuraido) - 2001
- Seikai no Senki II (星界の戦旗II) - 2001
- Overman King Gainer (OVERMANキングゲイナー) - 2002
- Witch Hunter Robin (ウイッチハンターロビン) - 2002
- Shutsugeki! Machine Robo Rescue (出撃!マシンロボレスキュー) - 2003
- Planetes (プラネテス) - 2003
- Crush Gear Nitro (クラッシュギアNitro) - 2003
- Mugensenki Portoriss (無限戦記ポトリス) - 2003
- Keroro Gunsō (ケロロ軍曹) - 2004
- My-HiMe (舞-HiME, Mai-HiMe) - 2004
- Yakitate!! Japan (焼きたて!!ジャぱん) - 2004
- Onmyou Taisenki (陰陽大戦記) - 2004
- Majime ni Fumajime Kaiketsu Zorori (まじめにふまじめ かいけつゾロリ) - 2005
- Yūsha-Oh GaoGaiGar FINAL GRAND GLORIOUS GATHERING (勇者王ガオガイガーFINAL GRAND GLORIOUS GATHERING) - 2005
- Hotori ~ Tada Saiwai wo Koinegau (ほとり～たださいわいを希う。～) - 2005
- CLUSTER EDGE (クラスターエッジ) - 2005
- My-Otome (舞-乙HiME) - 2005
- Gintama (銀魂) - 2006
- Zegapain (ZEGAPAIN -ゼーガペイン-) - 2006
- Code Geass - Lelouch of the Rebellion (コードギアス 反逆のルルーシュ, Kōdo Giasu Hangyaku no Rurūshu) - 2006
- Kekkaishi (結界師) - 2006
- Bakumatsu Kikansetsu Irohanihoheto (幕末機関説いろはにほへと) - 2006
- THE iDOLM@STER XENOGLOSSIA (アイドルマスターXENOGLOSSIA(ゼノグラシア)) - 2007

### Pel·lícules d'anime

#### Dècada del 1980
- Mobile Suit Gundam (機動戦士ガンダム, Kidō Senshi Gundam) 1981
- Mobile Suit Gundam II: Soldiers of Sorrow (機動戦士ガンダムII 哀・戦士編, Kidō Senshi Gundam II Ai Senshi-hen) 1981
- Mobile Suit Gundam III (機動戦士ガンダムIII めぐりあい宇宙編, Kidō Senshi Gundam III Meguriai Uchū-hen) 1982
- Mobile Suit Gundam III (機動戦士ガンダムIII めぐりあい宇宙編, Kidō Senshi Gundam III Meguriai Uchū-hen) 1982
- Densetsu Kyojin Ideon: Sesshoku-hen (伝説巨神イデオン 接触篇) 1982
- Densetsu Kyojin Ideon: Hatsudou-hen (伝説巨神イデオン 発動篇) 1982
- Crusher Joe (クラッシャージョウ, Kurasshā Jō) 1983
- Xabungle Graffiti (ザブングルグラフィティ, Zabunguru Gurafiti) 1983
- Document Taiyō no Kiba Dougram (ザブングルグラフィティ) 1983
- Arion (アリオン) 1986
- Bats & Terry (バツ&テリー, Batsu & Terī) 1987
- Dirty Pair (ダーティペア, Dāti Pea) 1987
- Mobile Suit Gundam: Char's Counterattack (機動戦士ガンダム 逆襲のシャア, Kidō Senshi Gandamu Gyakushū no Shā) 1988
- Five Star Stories (ファイブスター物語, Faibusutā Monogatari) 1989
- Gunhed (ガンヘッド, Ganheddo) 1989

#### Dècada del 1990
- City Hunter Baycity Wars (シティーハンター ベイシティウォーズ, Shitī Hantā Beishitiuarzu) 1990
- City Hunter Hyakuman Doru no Inbō (シティーハンター 百万ドルの陰謀, Shitī Hantā Hyakuman Doru no Inbō) 1990
- Mobile Suit Gundam 0083 Zeon no Zankō (機動戦士ガンダム0083 ジオンの残光, Kidō Senshi Gandamu 0083 Jion no Zankō) 1992
- Mobile Suit Gundam 08 The 08th MS Team Millers Report (機動戦士ガンダム第08MS小隊 ミラーズ・リポー, Kidō Senshi Gandamu 08 MS Shōtai Mirāzu Ripūto) 1998
- New Mobile Report Gundam W Endless Waltz -Tokubetsu-hen- (新機動戦記ガンダムW Endless Waltz －特別篇－, Shin Kidō Senki Gandamu W Endless Waltz -Tokubetsu-hen-) 1998

#### Dècada del 2000
- ESCAFLOWNE 2000
- Cowboy Bebop Tengoku no Tobira (カウボーイビバップ 天国の扉, Kaubōi Bibappu Tengoku no Tobira) 2001
- Inu Yasha: Toku o Koeru Omoi (犬夜叉 時代を越える想い, Inu Yasha Toku o Koeru Omoi) 2001
- Turn A Gundam I Chikyuu-ko (∀ガンダムI 地球光, ∀ Gandamu I Chikyuu-kou) 2002
- Turn A Gundam II Gekkou-chou (∀ガンダムII 月光蝶, ∀ Gandamu I Chikyuu-ko) 2002
- Gekitō! Crush Gear TURBO - Kaizerburn no Chōsen (激闘!クラッシュギアTURBO カイザバーンの挑戦, Gekitō! Kurasshu Gia TURBO Kaizabān no Chōsen) 2002
- Inuyasha: Kagami no Naka no Mugenjō (犬夜叉 鏡の中の夢幻城, Inuyasha Kagami no Naka no Mugenjō) 2002
- Inuyasha: Tenka Hadō no Ken (犬夜叉 天下覇道の剣, Inuyasha Tenka Hadō no Ken) 2003
- Steamboy (スチームボーイ, Suchīmubōi) 2004
- Inuyasha: Guren no Hōraijima (犬夜叉 紅蓮の蓬莱島, Inuyasha Guren no Hōraijima) 2004
- Mobile Suit Z Gundam Boshi o Tsugu-mono (機動戦士Zガンダム 星を継ぐ者, Kidō Senshi Z Gandamu Boshi o Tsugu mono) 2005
- Mobile Suit Z Gundam II Koibito-tachi (機動戦士ZガンダムII 恋人たち, Kidō Senshi Z Gandamu II Koibito-tachi) 2005
- Mobile Suit Z Gundam III Boshi no Kodō ha Ai (機動戦士ZガンダムIII 星の鼓動は, Kidō Senshi Z Gandamu III Boshi no Kodō ha Ai) 2006
- Chō Gekijōban Keroro Gunsō (超劇場版ケロロ軍曹) 2006
- Majime ni Fumajime Kaiketsu Zorori Nazo no Otakara Daisakusen (まじめにふまじめ かいけつゾロリ なぞのお宝大さくせん) 2006
- Chō Gekijōban Keroro Gunsō 2 Shinkai no Purinsesu de Ari Masu!/ Chibi Kero Kerobōru no Himitsu!? (超劇場版ケロロ軍曹2 深海のプリンセスであります!/ちびケロ ケロボールの秘密!?) 2007 (scheduled)
- Gekijōban Mobile Suit Gundam SEED (劇場版機動戦士ガンダムSEED, Gekijōban Kidō Senshi Gandamu SEED) (temporary name) 2007 (scheduled)
- Mobile Suit Gundam: Cucuruz Doan's Island (機動戦士ガンダム ククルス・ドアンの島, Kidō Senshi Gandamu: Kukurusu Doan no me Yomashi Yamashi) 2022

### OVA

#### Dècada del 1980
- Ginga Hyōryū Vifam Kieta 12-nin (銀河漂流バイファム 消えた12人) 1985
- Sōkō Kihei Votoms The Last Red Shouldier (装甲騎兵ボトムズ ザ・ラスト・レッドショルダー, Sōkō Kihei Botomuzu Za Rasuto Reddoshorudā) 1985
- WWWA Dirty Pair no Dai Shōbu Norlandia no Nazo (WWWA ダーティペアの大勝負 ノーランディアの謎, WWWA Dātipea no Dai Shōbu Nōrandia no Nazo) 1985
- Kikō Kai Galient PartIII Tetsu no Monshō (機甲界ガリアン PartIII 鉄の紋章, Kikō Kai Garian PartIII Tetsu no Monshō) 1986
- Aoki Ryūsei SPT Layzner ACT-III Kokuin 2000 (蒼き流星SPTレイズナー ACT-III 刻印2000, Aoki Ryūsei SPT Reizunā Kokuin 2000) 1987
- Jūsenki L-Gaim III Full Metal Soldier (重戦機エルガイムIII フルメタルソルジャー, Jūsenki Erugaimu Furumetarusorujā) 1987
- DEAD HEAT 1987
- New Story of Aura Battler DUNBINE 1988
- Starship Troopers (宇宙の戦士, Uchū no Senshi) 1988
- Kikō Ryōhei Mellowlink (機甲猟兵メロウリンク, Kikō Ryōhei Merōrinku) 1988-1989
- Mobile Suit SD Gundam series (機動戦士SDガンダム, Kidō Senshi SD Gundam) 1989-1991
- Mobile Suit SD Gundam Sengokuden (機動戦士SDガンダム SD戦国伝, Kidō Senshi SD Gundam Sengokuden) 1989
- Mobile Suit Gundam 0080: War in the Pocket (機動戦士ガンダム0080 ポケットの中の戦争, Kidō Senshi Gundamu 0080 Poketto no Naka no Sensō) 1989
- CRUSHER JOE (クラッシャージョウ, Kurasshā Jō) 1989
- Yoroiden Samurai Troopers (鎧伝サムライトルーパー, Yoroiden Samuraitorūpā) 1989-1991

#### Dècada del 1990
- Madō Oh Granzort (魔動王グランゾート, Madō Oh Guranzōto) 1990-1992
- Kidō Keisatsu Patlabor (機動警察パトレイバー, Kidō Keisatsu Patoreibā) 1990-1992 Bandai, Tohokushinsha
- Mobile Suit Gundam 0083 STARDUST MEMORY (機動戦士ガンダム0083 STARDUST MEMORY, Kidō Senshi Gundam 0083 STARDUST MEMORY) 1991-1992
- Zettai Muteki Raijin-Oh (絶対無敵ライジンオー) 1992-1993
- Shinseiki GPX Cyber Formula (新世紀GPXサイバーフォーミュラ, Shinseiki GPX Saibāfōmyura) 1992-2000
- Mashin Eiyūden Wataru Owarinakitoki no Monogatari (魔神英雄伝ワタル 終わりなき時の物語) 1993-1994
- Dirty Pair FLASH (ダーティペアFLASH, Dāti Pea FLASH) 1994-1996
- Sōkō Kihei Votoms Kakuyaku Taru Itan (装甲騎兵ボトムズ 赫奕たる異端, Sōkō Kihei Botomuzu Kakuyaku Taru Itan) 1994
- Haou Taikei Ryuu Knight Adeu's Legend (覇王大系リューナイト アデュー･レジェンド) 1994-1996
- Shippū! Iron Leaguer Senkō (Silver) no Hata no Shita de (疾風!アイアンリーガー 閃光（シルバー）の旗の下で, Shippū! Aianrīgā Senkō (Shirubā) no Hata no Shita de) 1994-1995
- Mobile Suit Gundam The 08th MS Team (機動戦士ガンダム第08MS小隊, Kidō Senshi Gundam Dai 08MS Shōtai) 1996-1999
- New Mobile Report Gundam Wing: Endless Waltz (新機動戦記ガンダムW Endless Waltz, Kidō Senki Gundam W Endless Waltz) 1997
- Chinmoku no Kantai (沈黙の艦隊) 1997
- Yūsha Shirei Dagwon Suishō no Hitomi no Shōnen (勇者指令ダグオン 水晶の瞳の少年) 1997
- Dinozone (ダイノゾーン, Dainozōn) 1998
- Shishunki Bishōjo Gattai Robo Z-MIND (思春期美少女合体ロボ ジーマイン, Shishunki Bishōjo Gattai Robo Jīmain) 1999

#### Dècada del 2000
- Yūsha-Oh GaoGaiGar FINAL (勇者王ガオガイガーFINAL) 2000-2003
- Z.O.E 2167 IDOLO 2001
- Seikai no Senki III (星界の戦旗III) 2005
- Wings of Rean (リーンの翼, Rīn no Tsubasa) 2006
- Mobile Suit Gundam MS IGLOO (機動戦士ガンダム MS IGLOO, Kidō Senshi Gundam MS IGLOO) 2006
- Mobile Suit Gundam SEED C.E. 73: Stargazer (機動戦士ガンダムSEED C.E.73 -STARGAZER-, Kidō Senshi Gundam SEED C.E.73 -STARGAZER-) 2006
- Freedom Project
- My-Otome Zwei (舞-乙HiME Zwei) 2006

## Empreses fundades per empleats
- Studio Deen (Hiroshi Hasegawa, Takeshi Mochida)
- Studio Dub
- Bones (Masahiko Minami, Kouji Ousaka, Toshihiro Kawamoto)
- Manglobe (Shinichiro Kobayashi, Takashi Kochiyama)

## Creadors associats

### Directors
- Ryousuke Takahashi
- Tadao Nagahama
- Yoshiyuki Tomino
- Takeyuki Kanda
- Toshifumi Takizawa
- Norio Kashima
- Masashi Ikeda
- Takashi Imanishi
- Masayoshi Yatabe
- Mitsuko Kase
- Shinichirou Watanabe
- Yoshitomo Yonetani
- Shuuji Iuchi
- Yasuhiro Imagawa
- Toshifumi Kawase
- Shinji Takamatsu
- Tetsuro Amino
- Mitsuo Fukuda
- Goro Taniguchi
- Kazuyoshi Katayama
- Seiji Mizushima
- Keitarou Motonaga
- Tetsuya Watanabe
- Kunihiro Mori
- Yasunao Aoki

### Animadors i dissenyadors de personatges
- Yoshikazu Yasuhiko
- Norio Shiyoma
- Tomonori Kogawa
- Kenichi Ohnuki
- Hiroyuki Kitazume
- Moriyasu Taniguchi
- Masahiro Kase
- Kazuaki Moori
- Takahiro Kimura
- Tomio Ashida
- Mamoru Nagano
- Shukou Murase
- Hisashi Hirai
- Hirozaku Hisayuki
- Takehiko Ito
- Koujo Ousaka
- Akira Yasuda
- Kenichi Yoshida

### Animadors i directors d'animació de personatges
- Takuro Shinbo
- Hiromitsu Morishita

### Animadors i directors d'animació de mechas
- Toru Yoshida
- Hiroyuki Okiura
- Yorihisa Uchida
- Hirotoshi Sano
- Masami Obari
- Eiji Nakata
- Satoshi Shigeta
- Masahiro Yamane

### Dissenyadors mecànics
- Kunio Okawara
- Yutaka Izubuchi
- Hajime Katoki
- Junya Ishikagi
- Kimotoshi Yamane
- Mika Akitaka